# Reba: Duets
Reba: Duets is het vijfentwintigste studioalbum van Reba McEntire en werd uitgebracht op 18 september 2007. Opnames waren begonnen in 2006 en eindigden in 2007, en er werden elf nummer opgenomen voor het album. De eerste single was Because of You, met Kelly Clarkson.

## Tracklist
1. "When You Love Someone Like That" (met LeAnn Rimes) (Karyn Rochelle/Ed Hill) - 4:40
2. "Does the Wind Still Blow in Oklahoma" (met Ronnie Dunn) (Reba McEntire/Ronnie Dunn) - 4:38
3. "Because of You" (met Kelly Clarkson) (Kelly Clarkson/Ben Moody/David Hodges) - 3:45
4. "Faith in Love" (met Rascal Flatts) (Jay DeMarcus/Joe Don Rooney/Gary LeVox) - 3:48
5. "She Can't Save Him" (met Trisha Yearwood) (Liz Hengber/Bob Regan) - 3:04
6. "Everyday People" (met Carole King) (Lorrie Harden/Tommy Harden/Don Rollins) - 3:35
7. "Every Other Weekend" (met Kenny Chesney) (Connie Harrigton/Skip Ewing) - 4:04
8. "These Broken Hearts" (met Vince Gill) (Vince Gill/Pete Wasner) - 4:26
9. "Sleeping with the Telephone" (met Faith Hill) (Lorrie Harden/Tommy Harden/Don Rollins) - 3:34
10. "The Only Promise That Remains" (met Justin Timberlake) (Justin Timberlake/ Matt Morris) - 5:07
11. "Break Each Other's Hearts Again" (met Don Henley) (John Wiggins/Jon Randall) - 3:38